# Amiskwia
Amiskwia foi um invertebrado (possivelmente um Chaetognatha) Incertae sedis fóssil do Período Cambriano, na Era Paleozoica.